# 1803 en arts plastiques
| Années des arts plastiques : 1800 - 1801 - 1802 - 1803 - 1804 - 1805 - 1806    |
| Décennies des arts plastiques : 1770 - 1780 - 1790 - 1800 - 1810 - 1820 - 1830 |

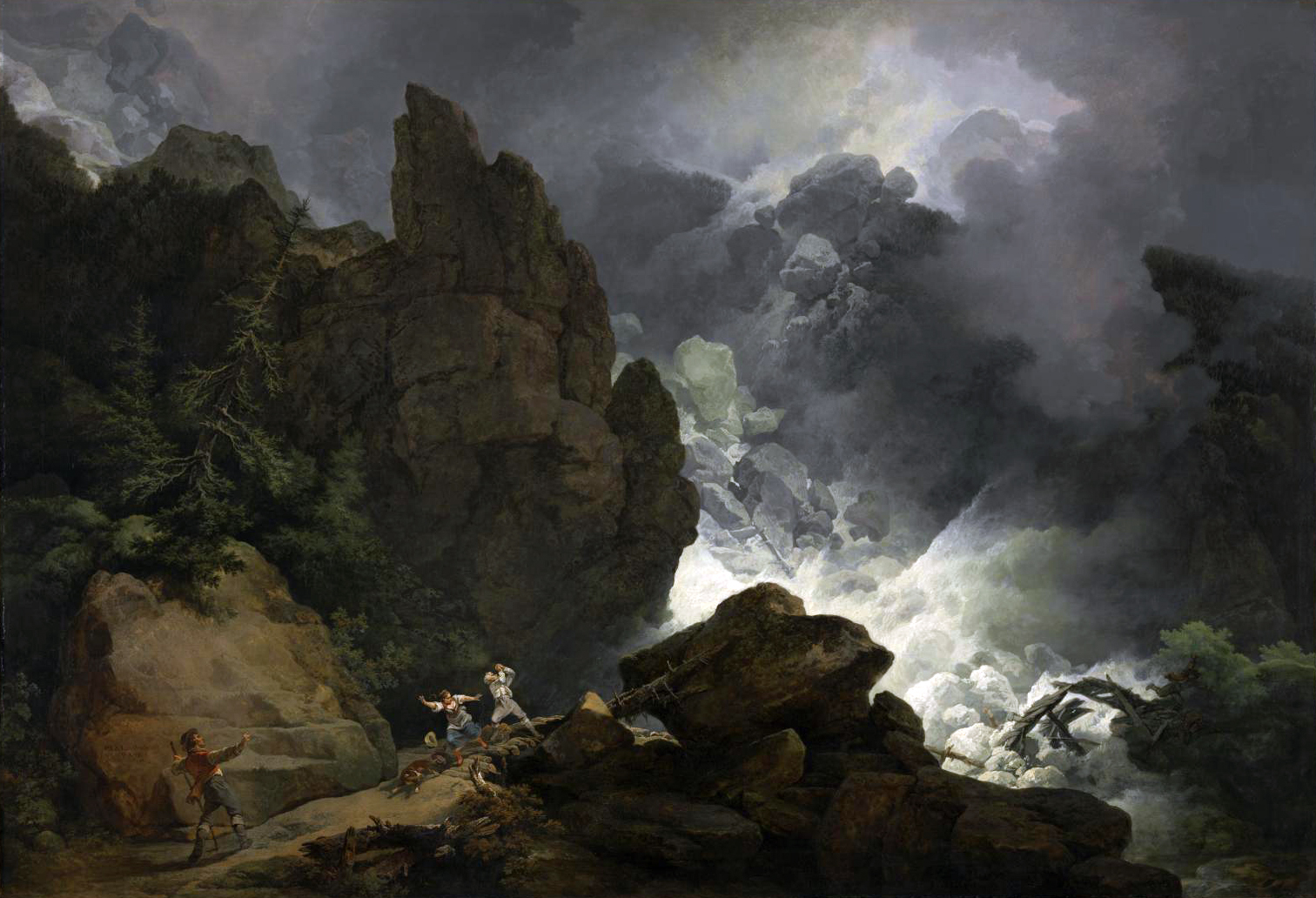
Avalanche dans les Alpes, toile de Philippe-Jacques de Loutherbourg.

Cette page concerne l'année 1803 en arts plastiques.

## Œuvres
- 1800-1803 : La Maja nue, huile sur toile de Francisco de Goya.

## Naissances
- 18 février : Camille Roqueplan, peintre français († 29 septembre 1855),
- 3 mars : Alexandre-Gabriel Decamps, peintre romantique français, père fondateur de l'orientalisme († 22 août 1860),
- 9 mars : Hippolyte-Joseph Cuvelier, peintre français († 2 janvier 1876),
- 15 mars : Pierre Laplanche, peintre et sculpteur français († 24 avril 1883),
- 17 avril : Vitale Sala, peintre italien († 22 juillet 1835),
- 29 mai : Hippolyte Poterlet, peintre, et graveur français († 4 avril 1835),
- 3 juillet : Alexis Valbrun, peintre français († 2 mars 1852),
- 14 juillet : Francesco Scaramuzza, peintre italien († 20 octobre 1886),
- 22 juillet : Eugène Isabey, peintre, lithographe et aquarelliste français († 25 avril 1886),
- 26 juillet : Obadiah Short, peintre britannique († 15 juillet 1886),
- 18 août : Louis-Auguste Lapito, peintre français († 7 avril 1874),
- 23 août : Gustave Wappers, peintre belge († 6 décembre 1874),
- 26 septembre : Thomas Sidney Cooper, peintre britannique († 7 février 1902),
- 1er octobre : François-Émile de Lansac, peintre français († 1er avril 1890),
- 3 octobre : Paul Huet, peintre et graveur français (° 1869),
- 9 novembre : Tony Johannot, graveur, illustrateur et peintre français († 4 août 1852),
- 11 décembre : Claudius Jacquand, peintre français († 2 avril 1878),
- ? :
  - Vincenzo Abbati, peintre italien († 1866),
  - Cesare Poggi, peintre italien († 1859),
  - Adrien Taunay, peintre et dessinateur français († 5 janvier 1828).

## Décès
- 22 janvier :  Giuseppe Baldrighi, peintre baroque (rococo) italien (° 12 août 1722),
- 21 février : Jacques-Manuel Lemoine, peintre français (° 1740),
- 1er mars Jean-François Colson, peintre, architecte et sculpteur français (° 2 mars 1733),
- 24 avril : Adélaïde Labille-Guiard, peintre, miniaturiste et pastelliste française (° 11 avril 1749),
- 23 mai : Lucile Messageot, peintre française (° 13 septembre 1780),
- 8 juillet : Francesco Casanova, peintre de batailles (° 1er juin 1727),
- 14 juillet : José Camarón Boronat, peintre, dessinateur et graveur espagnol (° 18 mai 1731),
- 22 juillet : Domenico Corvi, peintre italien de la période néoclassique (° 16 septembre 1721),
- 22 octobre : Jacques Gamelin, peintre français (° 3 octobre 1738),
- ? : Charles-Nicolas Dodin, peintre sur porcelaine français (° 1er janvier 1734).